# Eismohrenfalter

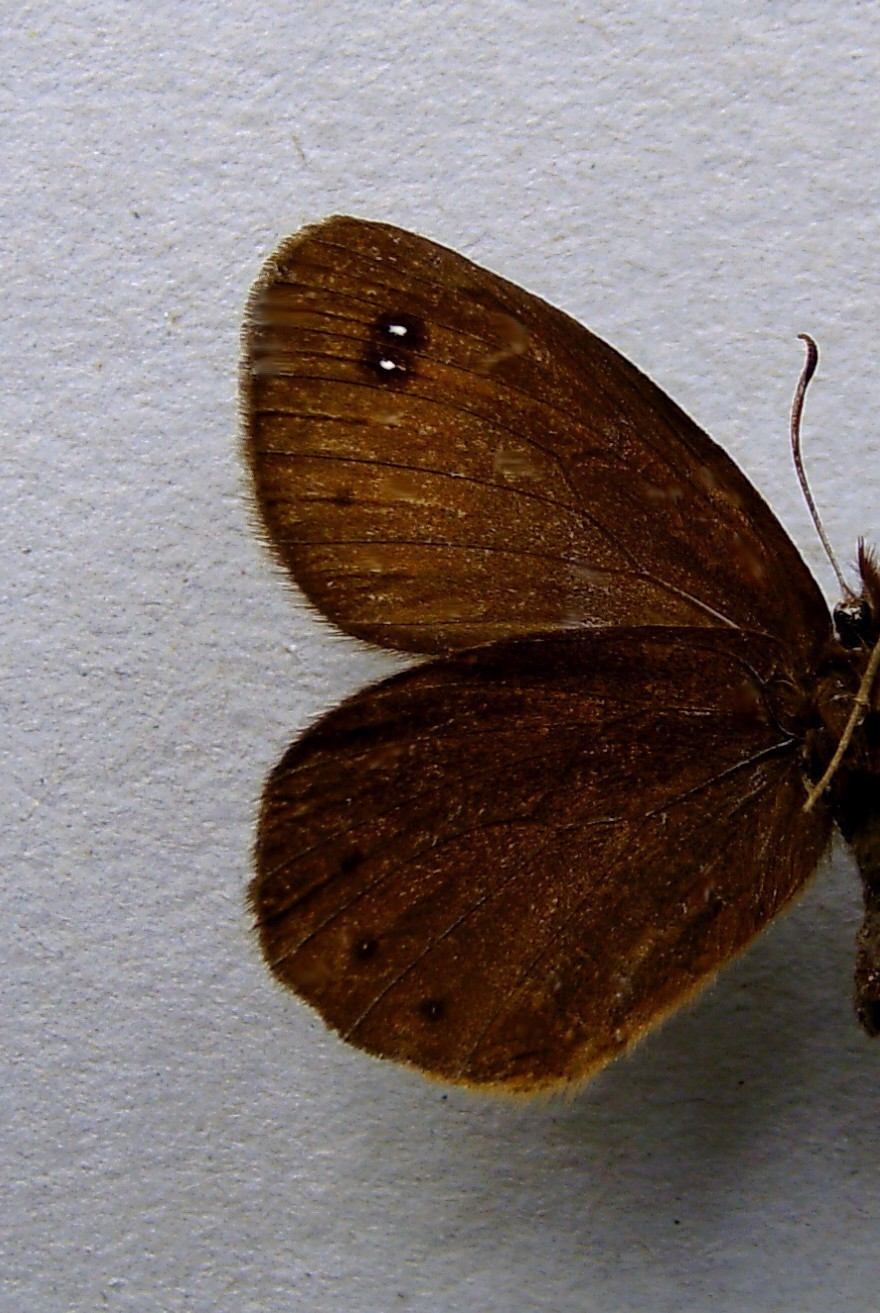
Unterseite des Eismohrenfalters

Der Eismohrenfalter (Erebia pluto)  ist ein Schmetterling (Tagfalter) aus der Familie der Edelfalter (Nymphalidae).

## Merkmale

### Falter
Die Vorderflügel der Falter, die eine Flügelspannweite von etwa 32 bis 40 Millimetern haben, sind samtig dunkelbraun gefärbt und zeigen einen seidigen, manchmal leicht grünlichen oder bläulichen Glanz. Sie variieren farblich je nach dem lokalen geographischen Vorkommen. So kommen fast einfarbig dunkelbraune, fast schwarze Exemplare vor, die lediglich zwei kleine weiß zentrierte Augenflecke auf den Vorderflügeln zeigen. Bei anderen Faltern befindet sich in der Postdiskalregion eine rotbraune Binde. Die Vorderflügelunterseite ist oftmals einfarbig dunkel rotbraun mit durchscheinenden weißen Augenflecken, nur gelegentlich treten rötliche Tönungen deutlicher hervor. Auf den dunkelbraunen Hinterflügeln ist in der Regel keine Binde zu erkennen. Die Hinterflügelunterseiten sind dunkelbraun und ohne deutliche Zeichnung.

### Ei, Raupe, Puppe
Das ovale Ei ist von gelblicher Farbe und mit feinen Längsrippen versehen. Bei den erwachsenen Raupen dominiert ein grauer Farbton, der durch dunkelgrüne Rücken- und gelbliche Seitenlinien unterbrochen wird. Die rotbraun gefärbte Puppe ist oftmals mit bläulichem oder grünlichem Reif überzogen.

### Ähnliche Arten
Eine gewisse Ähnlichkeit besteht zwar zu anderen Mohrenfalterarten, jedoch ist pluto meist zeichnungsärmer und dunkler gefärbt und ist auch am arttypischen, gleitenden Flugstil über sehr hochgelegene Geröllfelder gut zu erkennen.

## Verbreitung und Lebensraum
Der Eismohrenfalter kommt in Hochlagen von Alpen und Apennin überwiegend zwischen 1900 und 3000 Metern vor. Er bevorzugt vegetationsarme felsige Hänge, Kalkschutthalden, Schuttbdeckte Kare und Grobgeröllhalden bis an den Rand von Eis- und Schneefeldern.

## Lebensweise
Die Falter leben in einer Generation von Juni bis August. Die Männchen sind außerordentlich elegante Flieger und gleiten in charakteristischem Segelflug zusammen mit dem Seidenglanz-Mohrenfalter (Erebia gorge) über Geröllfelder auf der Suche nach den meist zwischen großen Steinbrocken ruhig sitzenden Weibchen. Der segelnde Flugstil erinnert an denjenigen des Alpenapollo (Parnassius phoebus). Die Weibchen legen die Eier bevorzugt einzeln an Felsen und Steinen ab. Hauptfutterpflanzen der Raupen sind Schwingelarten (Festuca) sowie Einjähriges Rispengras (Poa annua) und Kleines Rispengras (Poa minor). Die Verpuppung erfolgt in einem weitmaschigen, losen Gespinst unter Steinen.

## Gefährdung
In Deutschland kommt die Art nur an einigen Stellen der bayerischen Alpen vor und wird auf der Roten Liste gefährdeter Arten in Kategorie R (Art mit geographischer Restriktion) geführt.